# Батокљун
Батокљун (лат. Coccothraustes coccothraustes) врста је птице певачице из породице зеба, које имају изузетно велики кљун. Познат је по имену трешњар, јер се верује да снажним кљуном може сломити коштицу трешње и јести њихов садржај. Старогрчка реч coccothraustes која гради научни назив ове врсте је сложеница двеју речи. Реч kokkos што значи семе и речи thrauo што значи разбити.

## Опис
Дужина тела од врха репа до врха кљуна је од 16 до 18 центиметара. Маса птице варира од 46 до 75 грама. Kрупна и лако препознатљива зеба. Карактеришу га: троугласт, снажан кљун, велика глава (због масивних виличних мишића) и кратак и дебео врат. Вилични мишићи батокљуна могу створити силу притиска преко 50 килограма. Доминантна обојеност птице је углавном риђкастосмеђа са црним, сивим и белим тоновима. Кљун је током лета сивкастоцрн са сивоплавом базом, док са доласком зиме постаје бледо смеђ до беж боје. Крила су плавоцрна са одсјајем. У лету се лако препозна по светлим, релативно великим пољима у крилима и кратком бело-обрубљеном репу. Црне спољне заставице секундарних летних пера су карактеристика за мужјака, док су иста код женке пепељастосмеђа.

### Таксономија
Батокљуна је описао и илустровао швајцарски природњак Kонрад Геснер у свом раду Historiae animalium из 1555.Године 1758. Kарл фон Лине га је уврстио у 10. издање свог рада Systema Naturae под називом Loxia coccothraustes.Француски зоолог Матирен Жак Брисон 1760. године га је преместио у засебни род Coccothraustes.
Молекуларне и филогенетичке студије су показале да је батокљун блиско сродан са врстама из родова Eophona, Hesperiphona и Mycerobas, док зебе са великим кљуновима родова Rhynchostruthus и Rhodospiza нису блиско сродне. Слична морфологија кљуна је резултат конвергенције узроковане сличним начином исхране.

## Распрострањење и станиште
Ареал распрострањења обухвата готово целу Европу, средњу и источну Азију и север Африке. Као избор станишта у коме се гнезди, преферира листопадне шуме храста и граба, па мешовите шуме. Поред природних шума, такође насељава и веће паркове, плантаже трешања и маслина. У сушним пределима ареала насељава степске шумарке и шикаре. У централној Европи је присутан до 1.300 метара надморске висине, док је на подручју Кавказа бележен и до 2.200 метара надморске висине.

## Биологија
Гнездећу сезону започиње с краја марта, па све до средине августа. Парови су моногамни и остају заједно неколико година. Повремено се гнезди у малим колонијама. Гнездо граде оба родитеља на висисни и до 14 метара. Број јаја у леглу се креће од три до пет, али може их бити и више у зависности од доступних извора хране. На јајима лежи женка од 11 до 13 дана, када се легу младунци о којима брину оба родитеља. Гнездо напуштају десетак дана након излегања, а потпуна независни постају тек након месец дана. Исхрана се углавном састоји од семења и пупољака дрвећа и грмља. Док су мали, птићи неретко бивају храњени и малим бескичмењацима. Храну сакупља са свих нивоа дрвећа и са земље. Док пије и једе батокљун је прилично агресиван према јединкама других врста птица. Често се храни у групама, нарочито зими. Неретко једе коштице трешње, шљиве, трњине, маслине, ораха и лешника чијим се садржајем храни дробећи их снажним кљуном.

## Угроженост
По батокљуна не постоје значајне претње. У неким деловима Европе је чак и проширио ареал. Пад бројности у неким државама је узрокован сечом листопадних шума и крчењем старих воћњака.

## Батокљун у Србији
Гнезди се у свим регионима Србије, осим у обешумљеним, пољопривредним деловима Војводине. Равномерно је распрострањен у побрђу и брдским пределима, док одсуствује у планинским четинарским шумама. Најбројнији је у храстовим шумама и мозаичним пределима са воћњацима и забранима, а зими се може видети и у насељима. Углавном је станарица, а у периоду сеобе и зимовања окупља се у мања јата.  Популација се сматра стабилном и процењује се да се у држави гнезди између 41 000 и 54 000 парова.На територији Специјалног резервата природе, Засавица" је забележено 260 територија ове врсте, релативно равномерно распоређених у заштићеном подручју. Насељава све типове шумских станишта, а најређи је у презрелим плантажама клонских топола.